# Kin♡Gin♡Pearls
Kin♡Gin♡Pars（キンギンパールズ）は、コロッケのプロデュースによるエアーバンドアイドル。ファインステージ所属。

## 略歴
2014年4月5日、オーディションで選ばれたRui・Yuiの2人でプロジェクトがスタート。
その後、Saki・Mayu・Rio・Airi・Mioが加入し、現在の7人体制となる。
2015年7月20日、CDデビュー。
2016年4月8日、Mayu、Saki、Yuiの脱退を発表。

## メンバー
- Airi
- Mayu
- Rio
- Rui
- Yui
- Saki
- Mio